# Burglar
Burglar Carradine är en fiktiv figur, som förekommer i serierna om Spindelmannen. Han är känd för att ha mördat Peter Parkers farbror Ben Parker.
Carradine har en dotter som heter Jessica. Han har en gång jobbat som agent åt rollfiguren Mysterio, det var ganska kortvarigt, och i Amazing Spiderman nr. 200 avlider han av en hjärtattack. Han medverkade för första gången i den första spider-man-serien som är med i tidningen Amazing Fantazy nr. 15.